# Lisa Fernandez

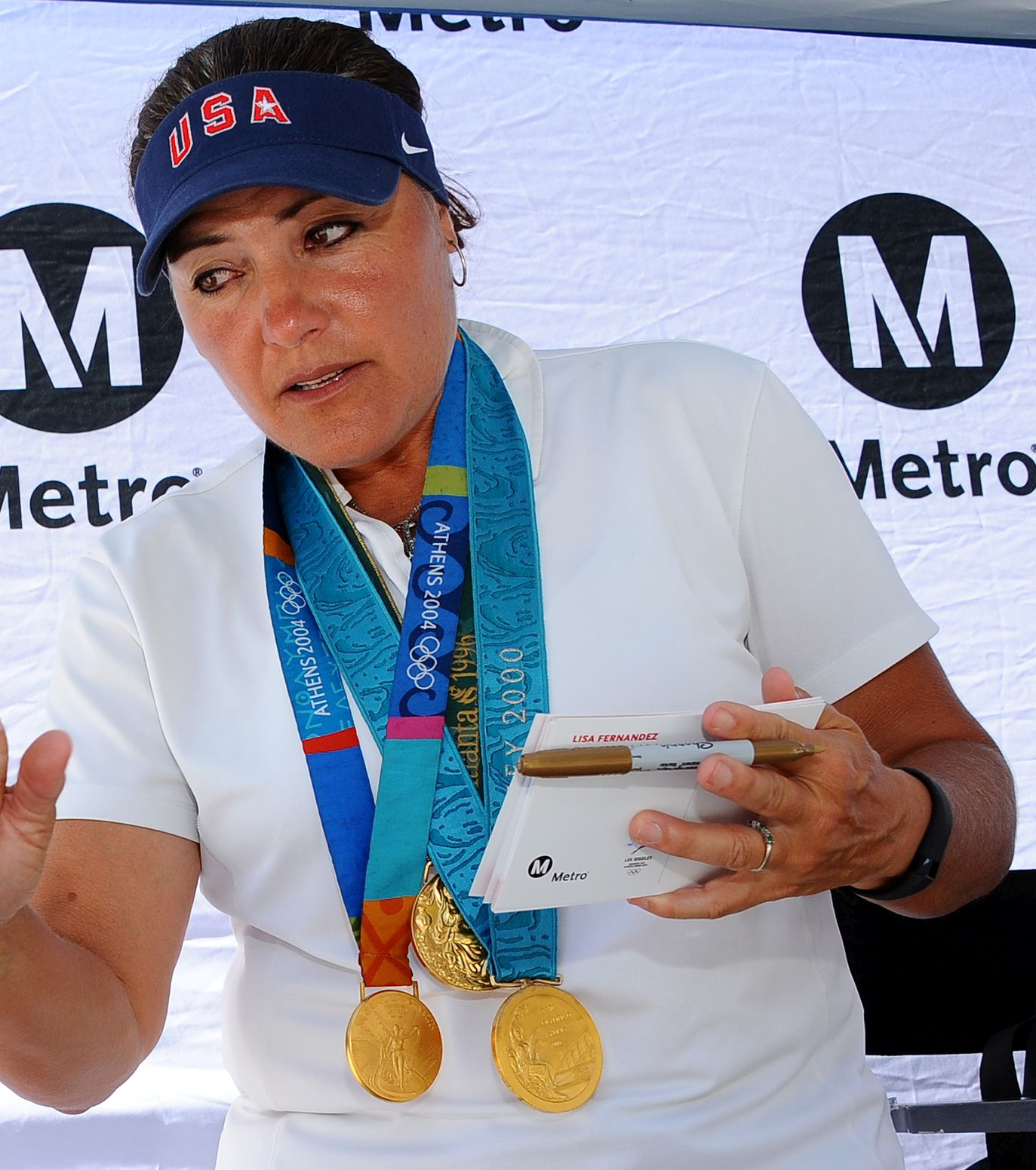
Lisa Fernandez (2016)

Lisa Fernandez, nach Heirat Lisa Lujan (* 22. Februar 1971 in Long Beach, Kalifornien), ist eine ehemalige Softballspielerin aus den Vereinigten Staaten.

## Karriere
Lisa Fernandez studierte an der University of California, Los Angeles und war mit dem Sportteam ihrer Universität 1990 und 1992 Meisterin der National Collegiate Athletic Association.
In der Nationalmannschaft spielte sie von 1990 bis 2004. In dieser Zeit gewann sie vier Weltmeistertitel 1990, 1994, 1998 und 2002. Bei den Panamerikanischen Spielen gewann sie mit ihrem Team 1991, 1999 und 2003.
1996 war Softball erstmals Bestandteil des olympischen Programms. Beim Turnier in Atlanta gewann das Team aus den Vereinigten Staaten in der Vorrunde sechs von sieben Spielen und unterlag nur den Australierinnen. Nach zwei Siegen gegen die Chinesinnen waren die Spielerinnen aus den Vereinigten Staaten Olympiasiegerinnen. Fernandez spielte gegen Australien und China als Pitcherin und in allen Spielen als Third Baseman.
Vier Jahre später beim Olympiaturnier 2000 in Sydney unterlag das Team aus den Vereinigten Staaten in der Vorrunde den Japanerinnen, den Chinesinnen und den Australierinnen. In der Finalrunde besiegte das US-Team alle drei Mannschaften, gegen die vorher verloren wurde. Damit verteidigten die Amerikanerinnen ihre olympische Goldmedaille erfolgreich. Fernandez spielte viermal als Pitcherin. Im Vorrundenspiel gegen Australien, das die Australierinnen mit 2:1 gewannen, gelangen Fernandez 25 Strikeouts.
2004 in Athen waren mit Leah Amico, Laura Berg, Lisa Fernandez und Lori Harrigan vier Spielerinnen dabei, die bereits zweimal Olympiasiegerin geworden waren. Die Mannschaft aus den Vereinigten Staaten gewann diesmal alle neun Spiele, im Finale unterlagen die Australierinnen mit 1:5. Fernandez war wieder viermal als Pitcherin dabei und zum dritten Mal war sie Pitcherin im Großen Finale.
Nach ihrer aktiven Laufbahn wurde Fernandez Assistenztrainerin an ihrer Universität. 2012 wurde sie mit dem Olympiateam von 2004 und persönlich in die United States Olympic & Paralympic Hall of Fame aufgenommen.